# Heksenprocessen te Amersfoort en Utrecht
Deze reeks van heksenprocessen waren tussen 1591 en 1595 gestart in Amersfoort, maar de beschuldigden stonden in Utrecht voor een hogere rechtbank terecht. De verdachten werden gefolterd en gedwongen om de namen van anderen te noemen. Enkelen overleden tijdens de foltering. Voordat de beschuldigden verbrand werden, werden ze vaak half of licht gewurgd. 
Rond 1570 woedde de Tachtigjarige Oorlog in alle hevigheid en had men geen tijd om heksen te vervolgen. Amersfoort was in deze oorlog diverse keren van Staatse naar Spaanse handen gegaan en vice versa. Na 1580 was Amersfoort in Staatse, protestantse handen. Na 1590 nam het oorlogsgeweld af en kregen de regenten de tijd om orde te scheppen in de eigen gelederen. 
Waarschijnlijk heersten er tussen 1580 - 1600 in Amersfoort armoede en werkloosheid. In 1592 werd Amersfoort getroffen door een wolvenplaag en in 1595 door een watersnood. 
Men vond zondebokken in impopulaire personen die zich verdacht hadden gemaakt door anderen te 'zegenen' (door woord of gebaar trachten invloed uit te oefenen). Als die zegeningen ongunstig afliepen, sprak men van beheksing. Mogelijk kwamen hun executies de regenten ook goed van pas als afschrikwekkend middel om de in die periode heersende maatschappelijke onrust en losse zeden te corrigeren.

## De beschuldigden
Aanvankelijk werden zeventien mensen, waaronder ook mannen, beschuldigd van beheksing. Onder 'beheksing' verstond men schade toebrengen door toverij aan mensen, dieren en gewassen. Velen van deze verdachten hadden banden met reeds veroordeelde heksen. De meesten waren arm, maar er waren ook enkele welgestelden bij. Vooral mensen met een slechte naam en die zich verdacht maakten door te zegenen (betoveren of onttoveren) werden beschuldigd. Vrouwen waren daarbij vaker verdacht dan mannen. Arme vrouwen en dochters van (veroordeelde) heksen waren de meest gangbare verdachten.

## De procesgang
De aanklachten werden ingediend door mensen uit het volk die zich door de heksen benadeeld achtten. Zij meenden dat zijzelf, of hun familie, hun vee of gewassen behekst waren. Zij gingen vervolgens naar de beschuldigden toe en eisten van hen dat zij henzelf of hun behekste kinderen, dieren of gewassen zouden zegenen. Deze zegening was bedoeld als een vorm van ontheksing. Dit betekende echter dat men de beschuldigde voor de ziekte of schade verantwoordelijk hield. Als de heks daar aan toegaf, bekende deze feitelijk dat zij de schadelijke beheksing had verricht. De zegening werd meestal geweigerd. De beschuldigde kon zelf ook een proces wegens smaad tegen de klagers starten, wat als methode kon dienen om een heksenproces te voorkomen. 
Kreeg de verdachte geen eerherstel, dan volgde een formeel heksenproces voor een hogere rechtbank. De aanklagers moesten tijdens zo'n proces voor het gerecht bewijzen dat de verdachte een heks was. De schade moest aangetoond kunnen worden met behulp van getuigen, anders ging de heks vrijuit. In Holland nam het gerecht doorgaans geen genoegen met symbolische zaken, zoals een boze blik, om de aangedane schade te verklaren. Het gerecht wilde een plausibele oorzaak horen, bijvoorbeeld het gebruik van gif. Ook mochten de aanklachten niet uit kwaadwillendheid of nijd gedaan zijn. Als de beschuldigde voldoende ontlastende getuigen (vier tot acht) kon oproepen, werd deze doorgaans vrijgesproken. Vrijspraak of veroordeling kon daarmee afhangen van de mate van invloed of populariteit van de aangeklaagde.
Marteling werd pas toegepast als men de schuld van de heks al bewezen achtte en alleen nog een bekentenis nodig had. Dan werden de beschuldigden tijdens de marteling gedwongen om toe te geven dat zij een ketters verbond met de duivel hadden gesloten, geslachtsgemeenschap met hem hadden gehad en  hadden gedanst tijdens de heksensabbatten, samen met andere heksen. Zij werden gedwongen om de namen van die andere heksen te noemen.
Ook kinderen werden opgepakt op beschuldiging van hekserij. De hele procesreeks dreef voor een groot deel op de bekentenissen van kinderen. Kinderen sloegen bij de ondervraging eerder door dan volwassenen. Deze kinderen gingen vaak alleen maar de gevangenis in (na geseling). Bij marteling begon men vaak met de zwaksten: die bekenden eerder en dan hoefde men de anderen niet meer te martelen.
De Malleus maleficarum is tijdens dit proces hoogstwaarschijnlijk niet gebruikt want het was een katholiek boek en Amersfoort was al sinds 1580 gereformeerd. Bij gebleken schuld werden de goederen van de beschuldigden geconfisqueerd.

## Een aantal processen

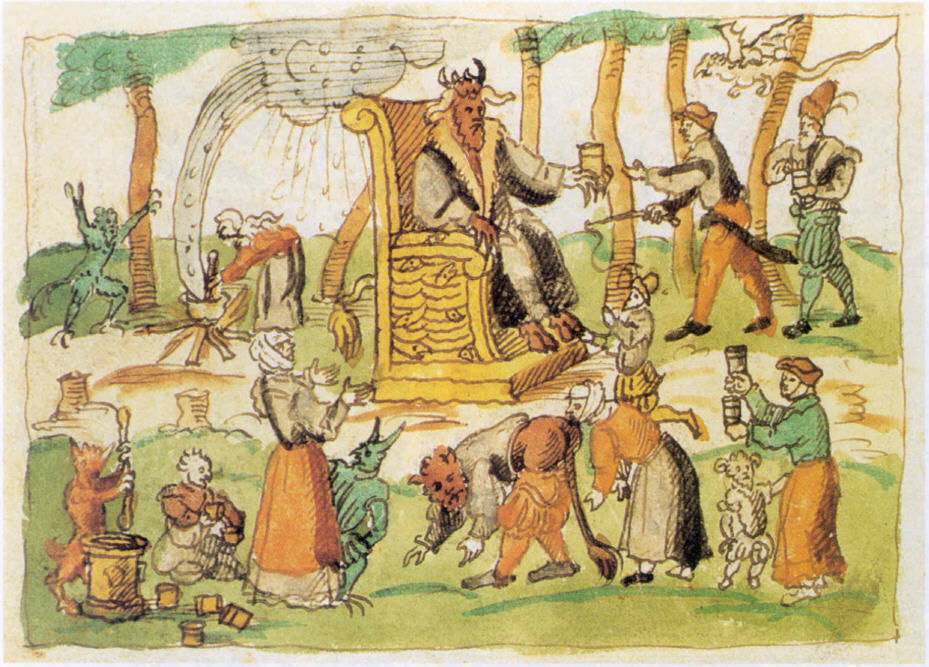
Heksensabbat, verering van de duivel in de gedaante van een bok en een kater

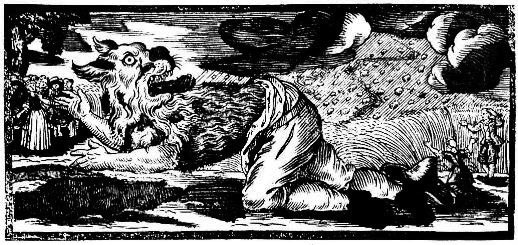
Weerwolf op een Duitse prent uit 1722

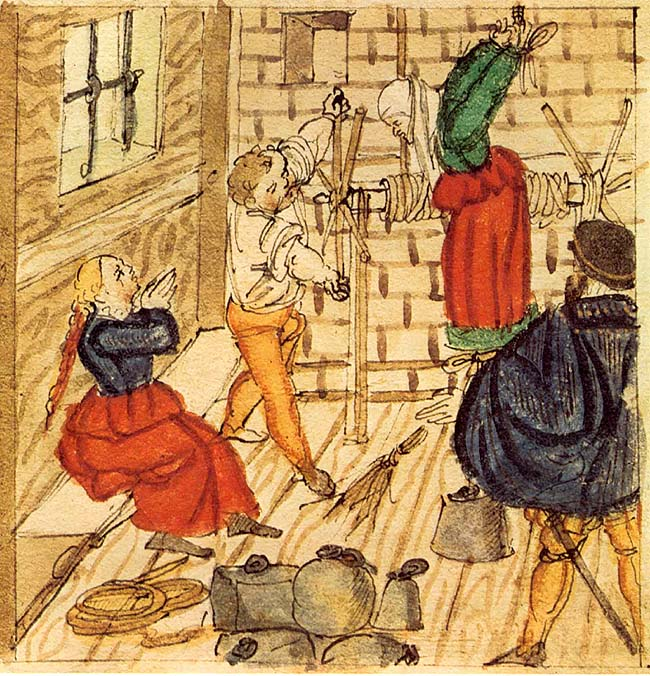
Marteling van een heks en haar dochter

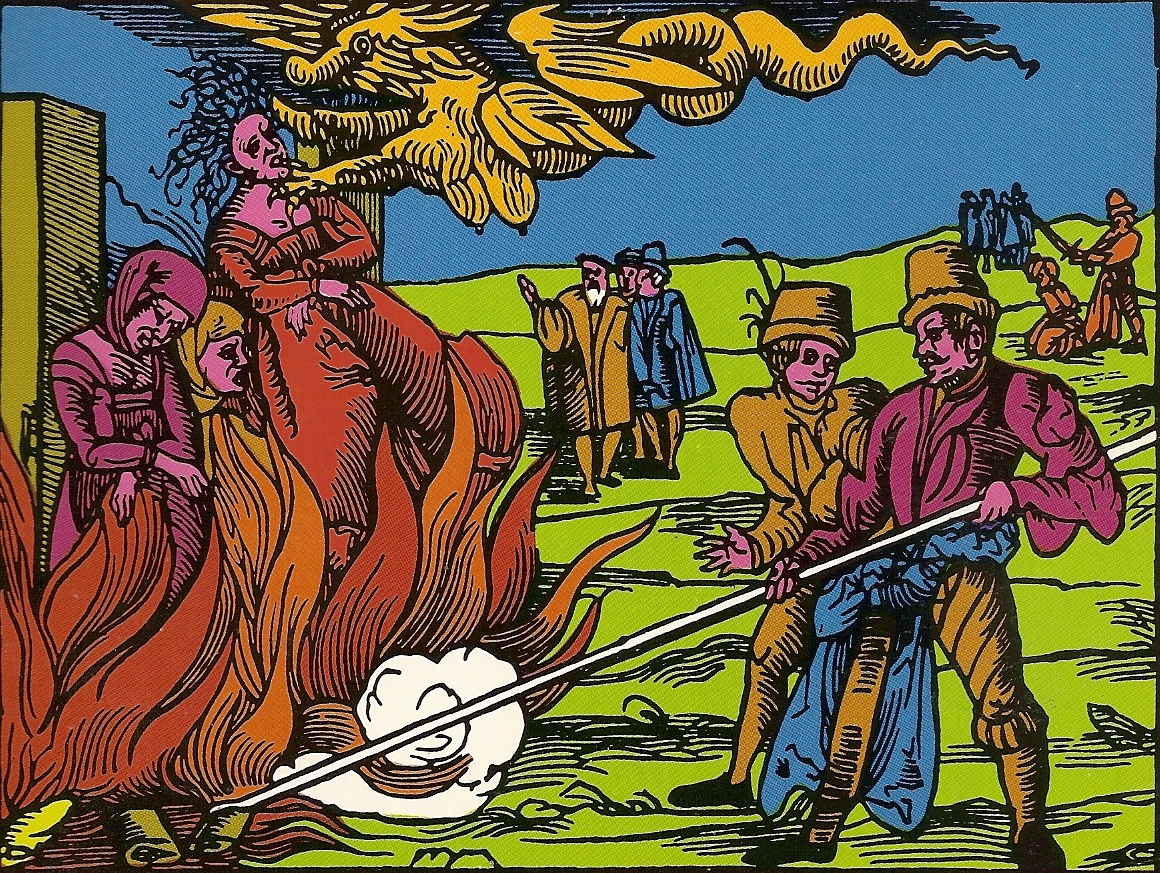
Afbeelding van heksenverbranding uit de Heksenhamer

1591. Een oude vrouw, Maria Dircxz met haar dochter en kleindochter (15) werden gewurgd en verbrand. 
1593. Geertgen Damen (80) werd verbrand. Zij was spinster en zou kinderen hebben behekst. Een kind werd ziek nadat Geertgen haar een koek had gegeven, een ander kind stierf na door Geertgen gezegend (behekst) te zijn. Ze werd gevangengezet en gefolterd. Ze bekende alles, ook dat ze gemeenschap met de duivel had gehad. Ze bleef bij de waterproef drijven. Daags erna werd ze gewurgd en verbrand.
1595. Grietgen Willems en haar dochter Adriana (15), arme lieden, werden opgepakt. Een vrouw zou ziek zijn geworden van een haring die ze van Grietgen had gekregen. Deze vrouw had daarop een zegening (ontheksing) van Grietgen verlangd, maar die zegening had niet geholpen. Daarna had zij Adriana nogmaals om een zegening gevraagd maar die had geweigerd, want het zou als een bekentenis uitgelegd kunnen worden en was dus een aantasting van Adriana's goede eer. Buren droegen nog meer beschuldigen aan: er zouden kinderen gestorven zijn door zegeningen van moeder en dochter. Ze werden gevangengenomen en er volgden meer beschuldigingen. Kinderen zouden ziek geworden zijn na het eten van appels die ze van moeder Grietgen hadden gekregen. Adriana bekende uit angst voor de foltering. Ook bekende ze dat ze met Marie Barten en de Roode Cater gedanst zou hebben met de duivel. Moeder Grietgen ontkende waarop Adriana haar bekentenis herriep. Moeder en dochter waren blijkbaar niet populair want er kwamen alweer nieuwe beschuldigingen. Onder dreiging van foltering bekende Adriana alles. De moeder bekende pas tijdens de foltering. Zij werd na wurging verbrand en Adriana werd vanwege haar jonge leeftijd in het openbaar gegeseld en in de gevangenis gestopt. 
1595. Volckert Dircxz werd opgepakt. Hij zou kinderen en beesten hebben gezegend, soms vrijwillig, soms gedwongen. Soms met succes en soms met fatale afloop. Getuigen bevestigden dit. Vervolgens werden zijn dochter Hendrikje (17) en zoontjes Hessel (14) en Elbert (13) ondervraagd. Hessel legde zeer belastende verklaringen af over zijn vader. Deze zou in de gedaante van een kat gedanst hebben met de duivel en in de gedaante van een weerwolf beesten hebben doodgebeten en hun bloed hebben gedronken. Volckert ontkende, ondanks de foltering. Getuigen legden belastende verklaringen af en Volckert slaagde niet voor de waterproef. Onder bedreiging van nieuwe foltering gaf hij alles toe. Hij gaf verder niemand aan. Eerst werd hij half gewurgd, daarna verbrand.
Zijn dochtertje Hendrikje Volckerts werd verhoord. Zij bekende een pact met de duivel te hebben gesloten omdat die beloofde haar rijk te zullen maken. Zij noemde andere namen. Maria Barten, vader en zoon (Antonius) Bulken, en Grietje Seghers (de Roode Cater). 
Zijn zoontje Hessel Volckerts beschuldigde ook nog Antonius Bulken.
Grietje Seghers of de Roode Cater. Haar naam werd genoemd tijdens de verhoren van Adriana Willems en Hendrikje Volckerts. Zij werd aan de waterproef onderworpen, gefolterd en de volgende dag gestikt en met gebroken nek in de gevangenis aangetroffen. 
Antonius Buycken (of Bulken). Zijn naam werd genoemd tijdens de verhoren van Hendrikje en Hessel Volckerts. Hij werd gefolterd en bekende. Vervolgens trok hij zijn bekentenis weer in en werd opnieuw gefolterd. Daarop bekende hij alles. Zijn vader was gevlucht en bij verstek veroordeeld. Antonius gaf nog Maria Barten aan, want ze zouden samen met de duivel gedanst hebben.
Maria Barten en Hendrikje Volckerts (17), zouden zich aan de duivel hebben overgeleverd, in wolven zijn veranderd en dieren hebben doodgebeten. Ook zouden zij in de gedaante van katten aan dansen met de duivel meegedaan hebben. Hendrikje zou vanaf haar 14de met de duivel gepaard hebben en een hagelbui hebben veroorzaakt. Ze werden na lichte wurging samen met Antonius Bulken verbrand. 
De 4 broertjes van Hendrikje moesten daarbij toezien. Hoewel dezen zich ook in wolven hadden veranderd, werden ze slechts gegeseld en in de gevangenis gestopt, omdat ze nog zo jong waren.
Swaentgen Seghers, dochter van de Roode Cater, was na de dood van haar moeder gevlucht, en werd na haar terugkeer gevangengenomen, maar weer vrijgelaten wegens gebrek aan bewijs.
Jannetge Pots, aanvankelijk gevlucht, werd na haar terugkeer opgepakt. De afloop van dit proces is onbekend.

## De sociaal-economische situatie in Amersfoort
In de 15e eeuw hadden veel mensen een huisbrouwerij en vooral de vrouwen waren daarin actief. Ook in de lakenindustrie werkten vroeger veel vrouwen in kleine familiebedrijfjes. Geleidelijk aan kwam er schaalvergroting en specialisatie door de opkomst van de gilden, de economie kwam in handen van een steeds kleiner wordende groep kooplieden.
Tot ca. 1570 was de lakenindustrie en de bierbrouwerij in Amersfoort de voornaamste bron van inkomsten en werkgelegenheid. Daarna nam de werkgelegenheid in deze industrieën af vanwege de schaalvergroting. Ook kregen de bedrijven van Amersfoort concurrentie van bedrijfjes op het platteland die zich niet aan de gilde-regels hoefden te houden. Vermoedelijk was er veel werkloosheid in Amersfoort tussen 1570-1595 en vooral onder de vrouwen. De rol van de vrouwen als medeproducenten ging steeds meer achteruit en zou rond 1600 vrijwel zijn uitgespeeld. Zij werden veelal dienstmeisjes of zij werden werkloos. 
Er waren veel marginale figuren in Amersfoort op het einde van de 16e eeuw. Vagebonden, vluchtelingen voor oorlogsgeweld, Habsburgse huursoldaten die rondzwierven en het platteland plunderden en waarschijnlijk veel werkelozen en bedelaars. De regenten wilden hen in het gareel krijgen. 
Ambachtslieden hadden soms zo weinig inkomsten dat ze weliswaar leerlingen aannamen maar hen niet konden betalen, ze stuurden hen de straat op om te bedelen. Er liepen bedelende en straatschennende kinderen door Amersfoort. Rond 1580 richtten de regenten daarom scholen en werkhuizen op om deze kinderen van de straat te krijgen. De bedeling aan de armen door de regenten die ca. 1585 begon, was niet vrijblijvend, het geld werd pas na het bijwonen van de mis uitgedeeld aan mensen die deugdzaam leefden en hun kinderen volgens de burgerlijke moraal opvoedden. 

### Sociale onrust
Er was overal in Europa hongersnood door misoogsten. Deze misoogsten waren al ca. 1560 begonnen naar aanleiding van een klimaatsverandering (de kleine ijstijd) maar ze vonden hun hoogtepunt rond 1595. Er was een wolvenplaag in 1592. De wolven kwamen door honger gedreven uit Duitsland hierheen en aten wild en vee. Er was een watersnood in 1595 doordat de Rijn overstroomde.
Er was sociale onrust in heel Europa. De graanprijzen stegen door de vele misoogsten en de lonen daalden. De rijken en de geestelijkheid speculeerden vaak met het graan. Er braken boerenopstanden uit die met harde hand werden neergeslagen. Er waren pestepidemieën. Oorlogen hadden gezorgd voor een vrouwenoverschot. Omdat alleenstaande vrouwen het erg moeilijk hadden, zochten zij op alle mogelijke manieren naar een man. De mannen hadden de keus en profiteerden daarvan. De seksuele moraal werd losser. De opkomst van de heksenwaan in Europa liep parallel aan de toenemende sociale onrust en het losser worden van de zeden. De autoriteiten traden steeds strenger op. Het volk dat probeerde zijn lot te begrijpen en te verzachten, zocht zijn heil bij de volksgenezers (of magiërs of heksen). De kerk reageerde daarop door steeds strenger de volksmagie te bestrijden als zijnde heidens en des duivels. Of het nu roomsen waren of protestanten, of het nu in Noord- of Zuid-Nederland was, dat was gelijk. 

### Burgerlijke moraal
In een poging om het volk onder controle te krijgen, werd er in die tijd door middel van toneel, prenten enzovoort veel gemoraliseerd over de deugdzaamheid en de opvoeding. Er werd gewaarschuwd tegen domme, bazige, hebzuchtige en geile vrouwen. Dat vrouwbeeld zou mogelijk mee hebben geholpen aan het tot stand komen van de heksenwaan, die immers vooral vrouwen trof. Aanvankelijk voedden de vrouwen de kinderen op naar eigen inzicht, maar ook daar gingen professionele opvoedsters uit het burgerlijke milieu zich mee bemoeien onder andere door het stichten van scholen en het onderrichten van de moeders. 
De regenten wonnen uiteindelijk het pleit en konden rond 1597 de maatschappelijke onrust volledig beheersen en hun morele idealen aan het volk opleggen. Daardoor verloor de angst voor heksen zijn voedingsbodem. Dat was in de Republiek der Zeven Verenigde Nederlanden eerder dan in de Zuidelijke Nederlanden, waar de economische crisis langer duurde. In de Republiek waren de regenten rijk geworden door te profiteren van oorlogen in de omringende landen (bijvoorbeeld door wapens te leveren aan alle partijen). Zelfs de Tachtigjarige Oorlog werd mogelijk door hen gerekt omdat ze er geld mee verdienden.

### Einde van de heksenwaan
Rond 1597 kwam de nieuwe bombazijnindustrie naar Amersfoort (bombazijn is een mengsel van linnen en katoen) die evenals de nieuwe tabaksbouw aan velen werk verschafte. De werkgelegenheid liep weer op. Toen de welvaart en gezondheidszorg toenamen, nam de behoefte van het volk af om hun lot te beïnvloeden door toverij. De heksenprocessen waren verleden tijd in Amersfoort.
Rond 1600 was er nog een wereldwijde afkoeling van 5,5 graad Celsius door grote hoeveelheden vulkaanstof in de atmosfeer. In het zeeklimaat van Nederland was de temperatuurdaling echter veel minder. Ook daardoor was de welvaart in de republiek mogelijk hoger dan in de omringende landen. Mogelijk droeg dat er ook toe bij dat de heksenprocessen in de Republiek eerder waren afgelopen dan elders.